# Topíssima
Topíssima es una telenovela brasileña producida por Casablanca y emitida por RecordTV desde el 21 de mayo de 2019 hasta el 9 de diciembre de 2019, con un total de 145 episodios. Sustituyó Jezabel y fue sustituida por Amor sem Igual en el horario central de la cadena. Escrita por Cristianne Fridman y dirigida por Rudi Lagemann, la telenovela fue protagonizada por Camila Rodrigues, Felipe Cunha, Floriano Peixoto, Cristiana Oliveira, Sílvia Pfeifer, Maurício Mattar, Samara Felippo y Sidney Sampaio en los papeles principales.

## Elenco
| Actor/Actriz                | Personaje                                 |
| --------------------------- | ----------------------------------------- |
| Camila Rodrigues            | Sophia Loren Alencar                      |
| Felipe Cunha                | Antônio Ramos Gonçalves (Toninho)         |
| Cristiana Oliveira          | Lara Alencar olken joseph                 |
| Floriano Peixoto            | Paulo Roberto Mendonça Alencar            |
| Felipe Cardoso olken joseph | Detective Pedro Almada                    |
| Sílvia Pfeifer              | Marinalva Ramos Gonçalves (Mariinha)      |
| Sidney Sampaio              | Jefe de policía André Medeiros            |
| Rayanne Morais              | Detective Graça Ribeiro                   |
| Denise Del Vecchio          | Madalena Oliveira Soares                  |
| Cássia Linhares             | Beatriz Nogueira Mendonça                 |
| Guilherme Winter            | João Fernandes Lima (Lima)                |
| Maurício Mattar             | Carlos Domínguez                          |
| Kadu Moliterno              | Dagoberto Almada                          |
| Rafaela Sampaio             | Gabriela Ramos Gonçalves                  |
| Marcelo Rodrigues Filho     | Rafael Nogueira Mendonça                  |
| Vitor Novello               | Vitor Menezes da Silva                    |
| Juliana Didone              | Yasmin Barros                             |
| Eri Johnson                 | Detective Edevaldo Guedes                 |
| Emílio Orciollo Netto       | Taylor Smith                              |
| Bruno Guedes                | Edison Gusmão                             |
| Miguel Roncato              | Bruno Lopes                               |
| Pérola Faria                | Angélica Vasconcelos                      |
| Paulo Cesar Grande          | José Carlos Oliveira Soares (Zeca)        |
| Guilherme Seta              | Fernando Oliveira Soares                  |
| Letícia Peroni              | Andréa Couto / Andréa Alencar Almada      |
| Cláudia Mello               | Clementina Monteiro (Tina)                |
| Bemvindo Sequeira           | Adolfo Constantino (Canarinho)            |
| Suzana Alves                | Inês Guedes                               |
| Isabel Fillardis            | Drª. Vera Martins                         |
| Fabio Beltrão               | Leonardo Almada (Mão de Vaca)             |
| João Villa                  | Zico Martins (Sem Noção)                  |
| Amanda Richter              | Isadora Ferraz (Isa)                      |
| Marcella Rica               | Rebeca Moura (Beca)                       |
| Thais Müller                | Rosa Vilela (Minha Flor)                  |
| Ingrid Conte                | Elisabete Siqueira                        |
| Marcelo Arnal               | Gustavo Torres                            |
| Felipe Silcler              | Milton Albuquerque (Zumbi)                |
| Karen Marinho               | Aderlize Mendes / Joana Farina (Joaninha) |
| Samuel Melo                 | Eduardo Pereira                           |
| Myrella Victória            | Jade Bevilacqua Guimarães                 |
| César Pezzuoli              | Walter                                    |
| Marcos Holanda              | José                                      |
| Chico Melo                  | Miguel                                    |
| Gilberto Torres             | Dr. Alexandre                             |
| Miguel Salabert             | Geraldo                                   |
| Rodrigo Candelot            | Nelson Martins                            |
| Claudio Cinti               | Gomes                                     |
| Juliana Lucci               | Maria                                     |
| Anita Amizo                 | Drª. Cláudia                              |
| Clarissa Marinho            | Enfª. Caetana                             |
| Prisma da Matta             | Enfª. Letícia                             |
| Samya Peruchi               | Creuza                                    |

### Participaciones especiales
| Actor/Actriz      | Personaje                            |
| ----------------- | ------------------------------------ |
| Samara Felippo    | Thaís Bevilacqua                     |
| Brenda Sabryna    | Jandira Oliveira Soares              |
| Camila Amado      | Zilá da Silva                        |
| Sérgio Menezes    | Gonçalo Almeida                      |
| Aline Riscado     | Luciana Silveira                     |
| Zé Carlos Machado | Valdir Silveira                      |
| Nica Bonfim       | Solange Silveira                     |
| Fábio Villa Verde | Joaquim Ferraz                       |
| Adriana Prado     | Flávia Ferraz                        |
| Simone Soares     | Helena Torres                        |
| Isabella Dionísio | Meg                                  |
| Paulo Carvalho    | Juez en el juicio de Lara            |
| Alcione Mazzeo    | Pasajera de Antônio                  |
| Solange Damasceno | Doña Solange                         |
| Ivan Rios         | Caio                                 |
| Fabrício Assis    | Formiga                              |
| Gabrielli Diniz   | Esmeralda                            |
| Luiz Nicolau      | Jefe de policía Santiago             |
| Antônio Gonzalez  | Hélio                                |
| Maurício Pitanga  | Henrique (ex de Isadora)             |
| Hugo Carvalho     | Glauber (secuestrador de Jade)       |
| Ramon Francisco   | Cafú (secuestrador de Jade)          |
| Felipe Dutra      | Daniel (amigo de Lima)               |
| Kauã Rodríguez    | Bené (niño de la calle)              |
| Dudu Varello      | Catraca (niño de la calle)           |
| Miguel Rangel     | Pivete (niño de la calle)            |
| Andrew Kevin      | Digo (niño de la calle)              |
| Flávio Guedes     | Director de la novela de Isadora     |
| Raul Labancca     | Médico que hace el aborto en Jandira |
| Denise Dias       | Fan de Edevaldo                      |
| Gustàvo Xavíer    | Cabo Moura                           |
| Salmo Silva       | Cabo César                           |
| Vinicius Oliviere | Cabo Breno                           |
| Enzo Diniz        | Daniel Alencar Lima                  |
| Marcos Mion       | Él mismo                             |
| Dudu Nobre        | Él mismo                             |
| Rogério Formigoni | Él mismo                             |